# Tughrassen
Tughrassen of Tighrassen (Arabisch: تغراسن ) is een klein dorpje op 17 km afstand van de stad Tafraout in het Anti-Atlasgebergte in Marokko.

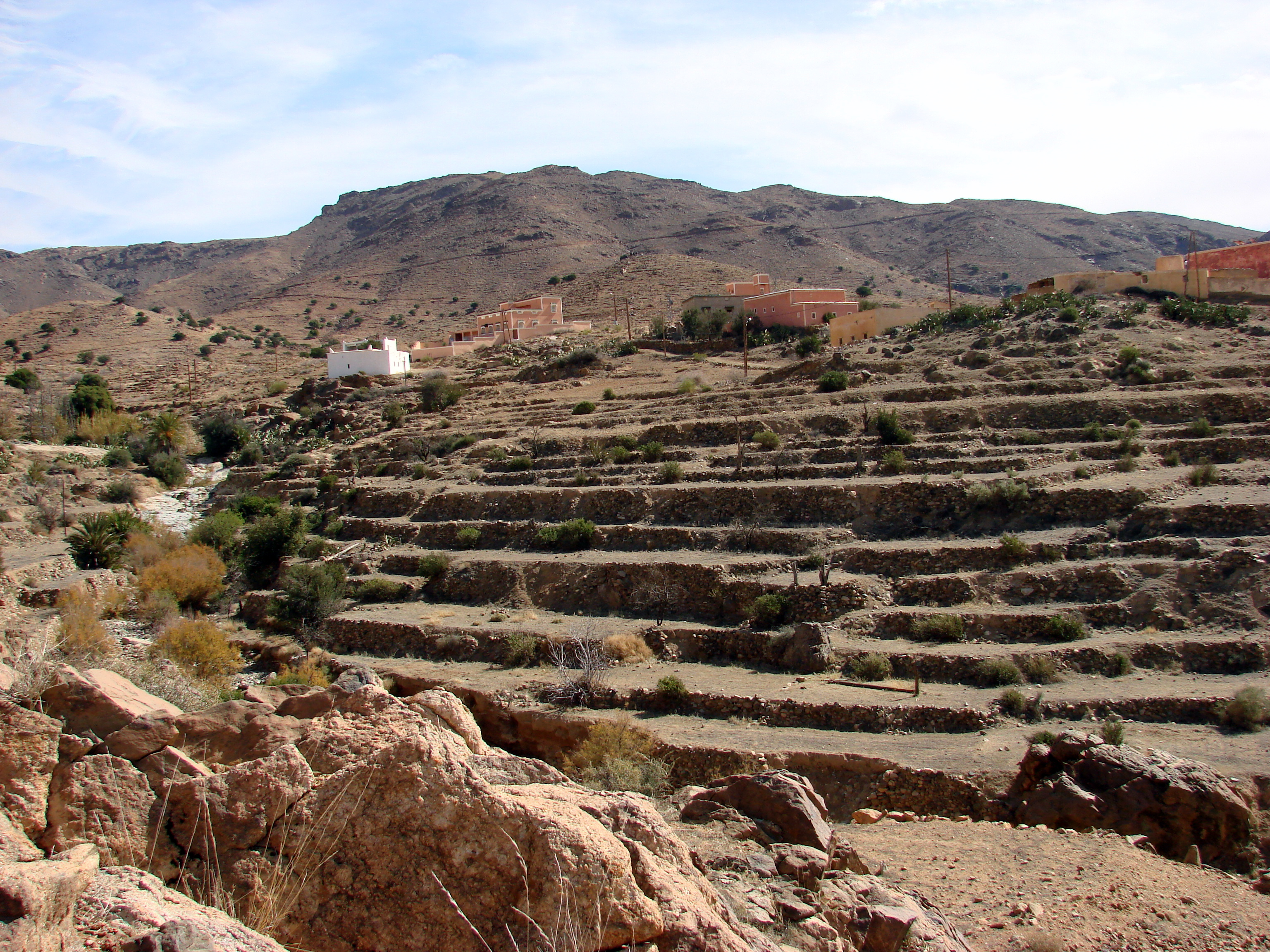
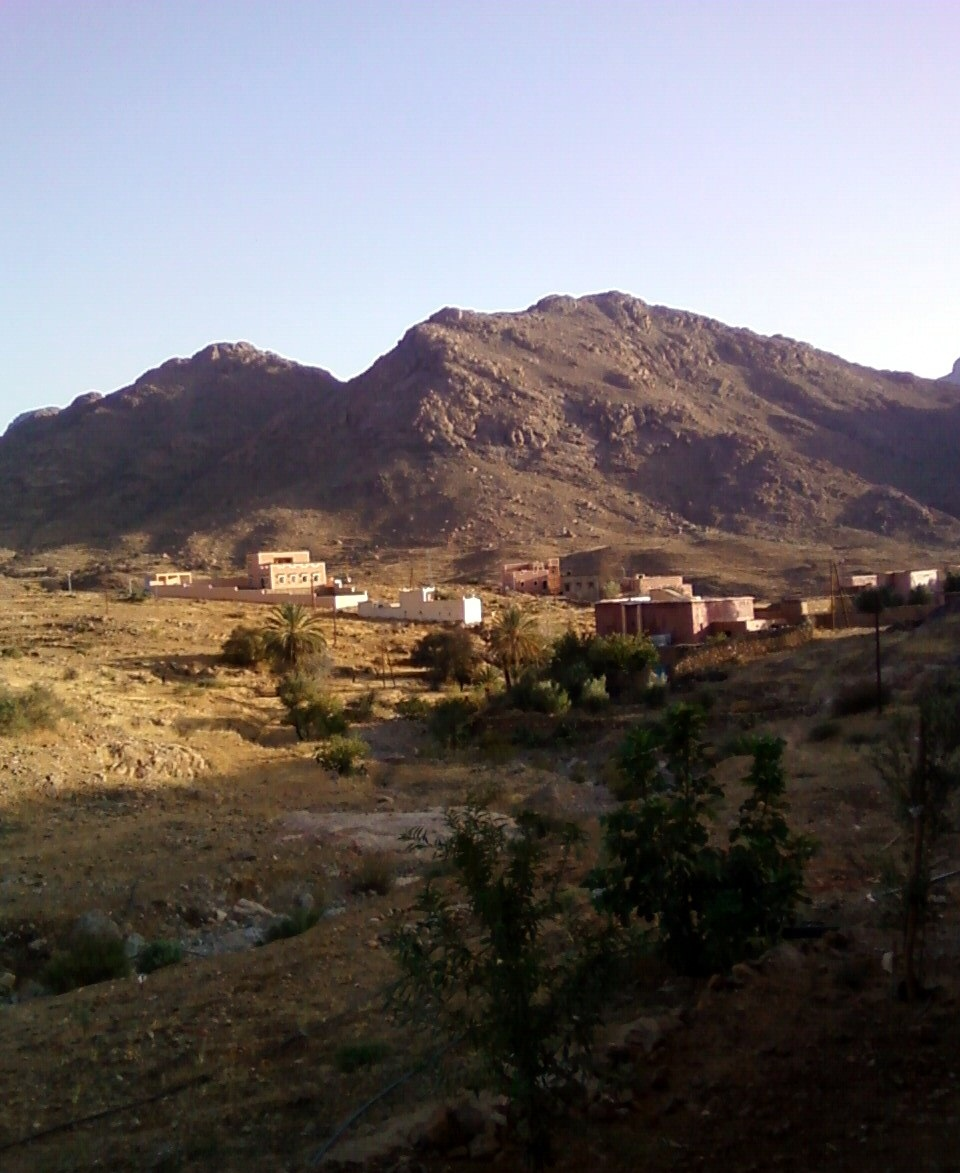
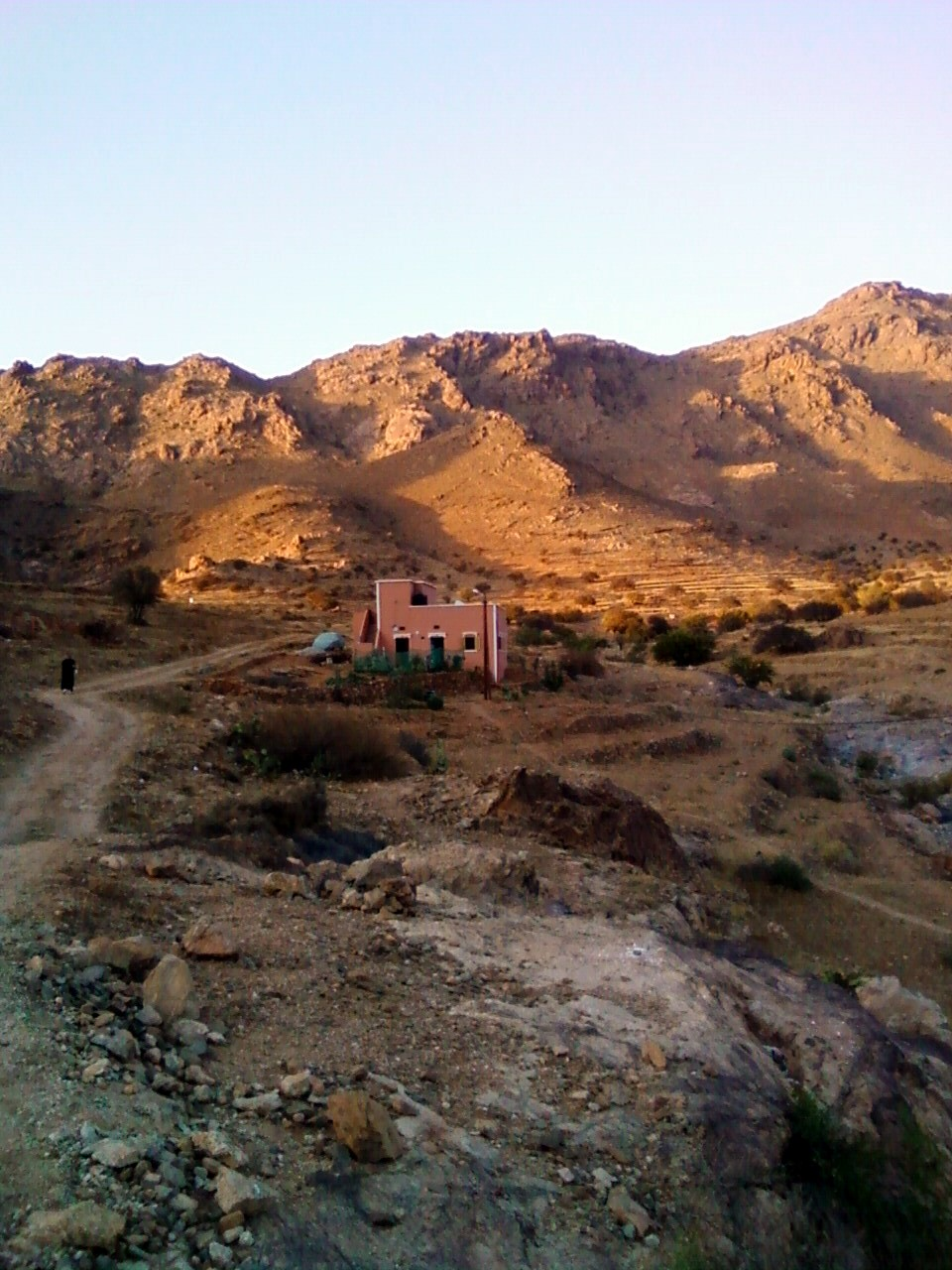
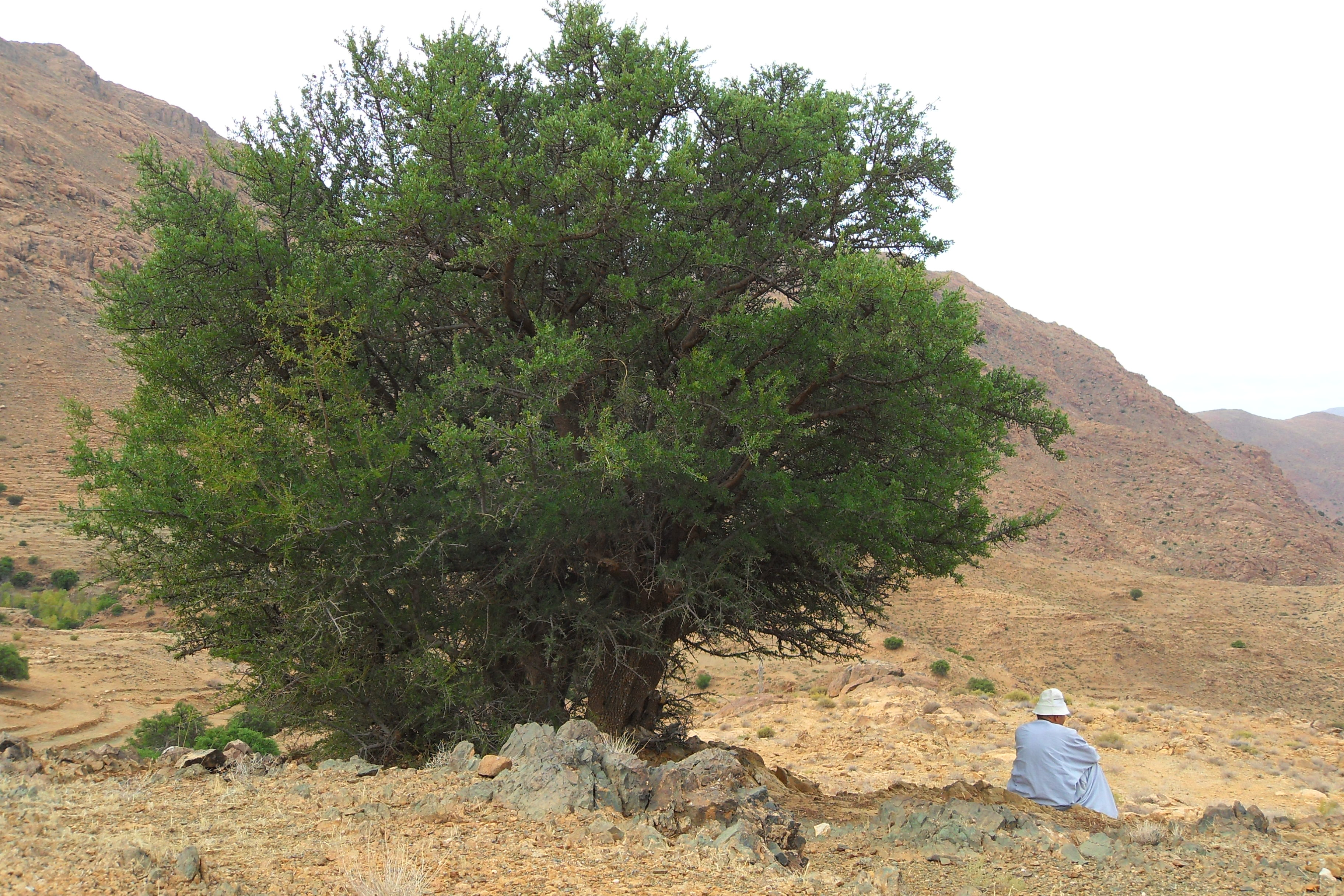
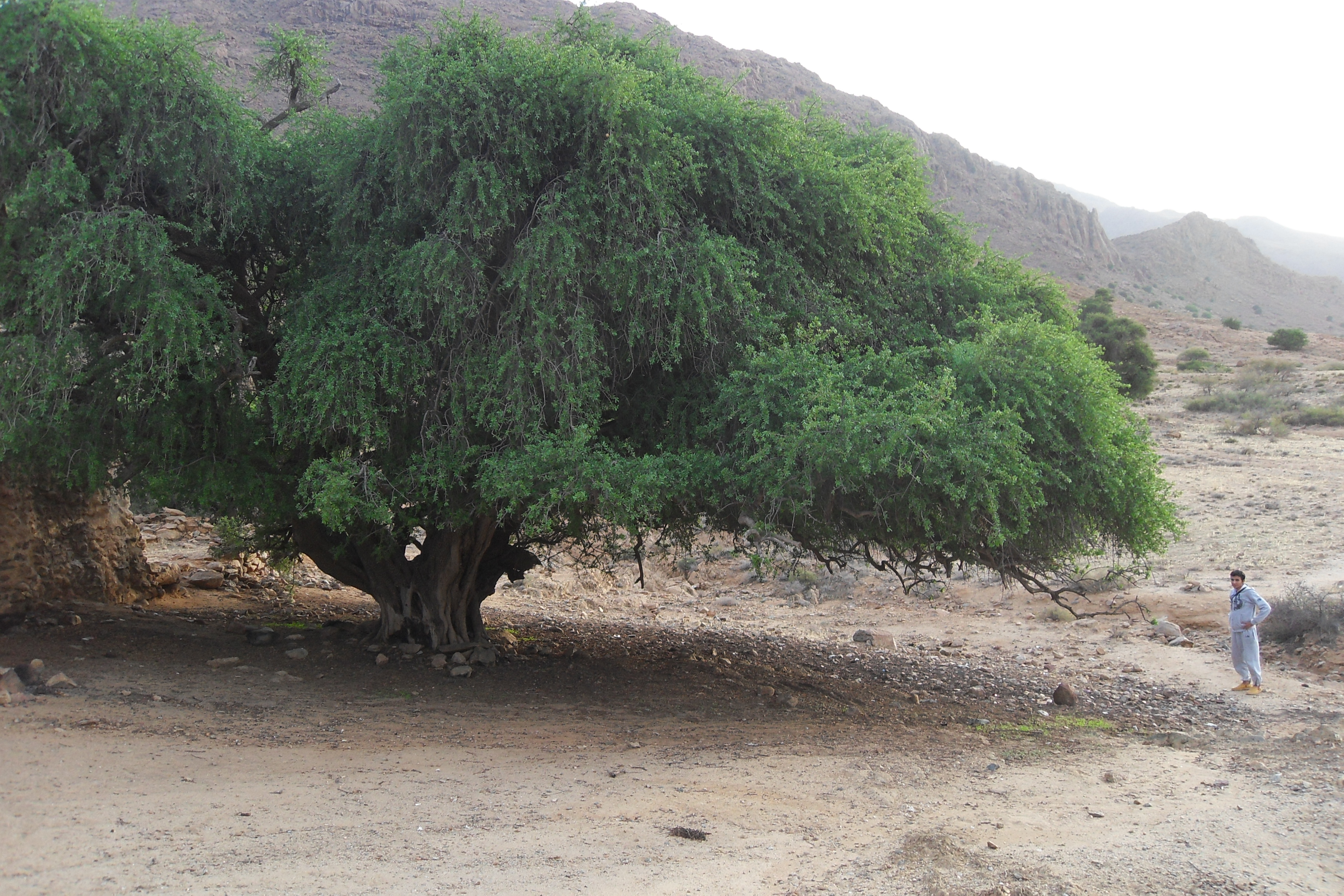
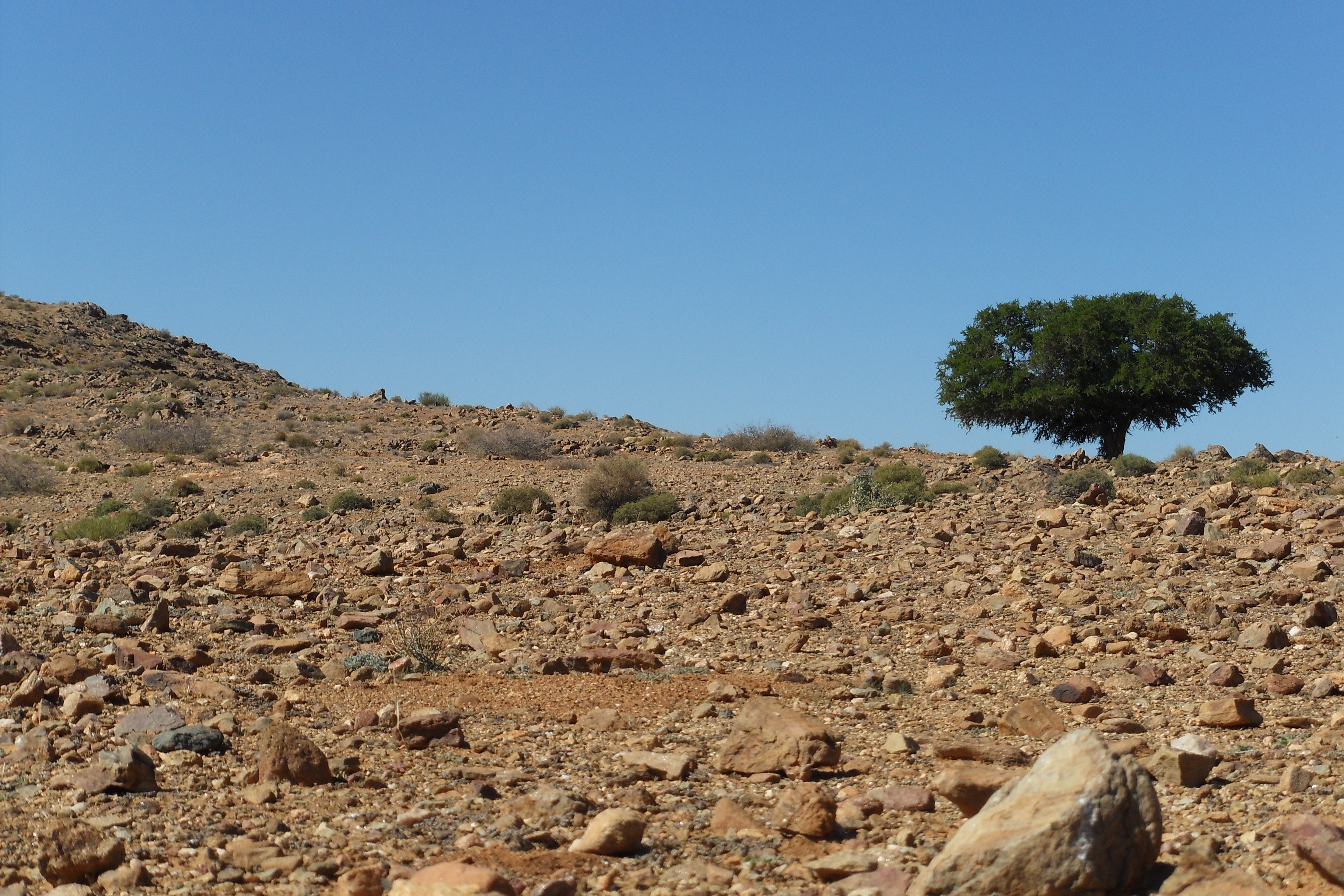
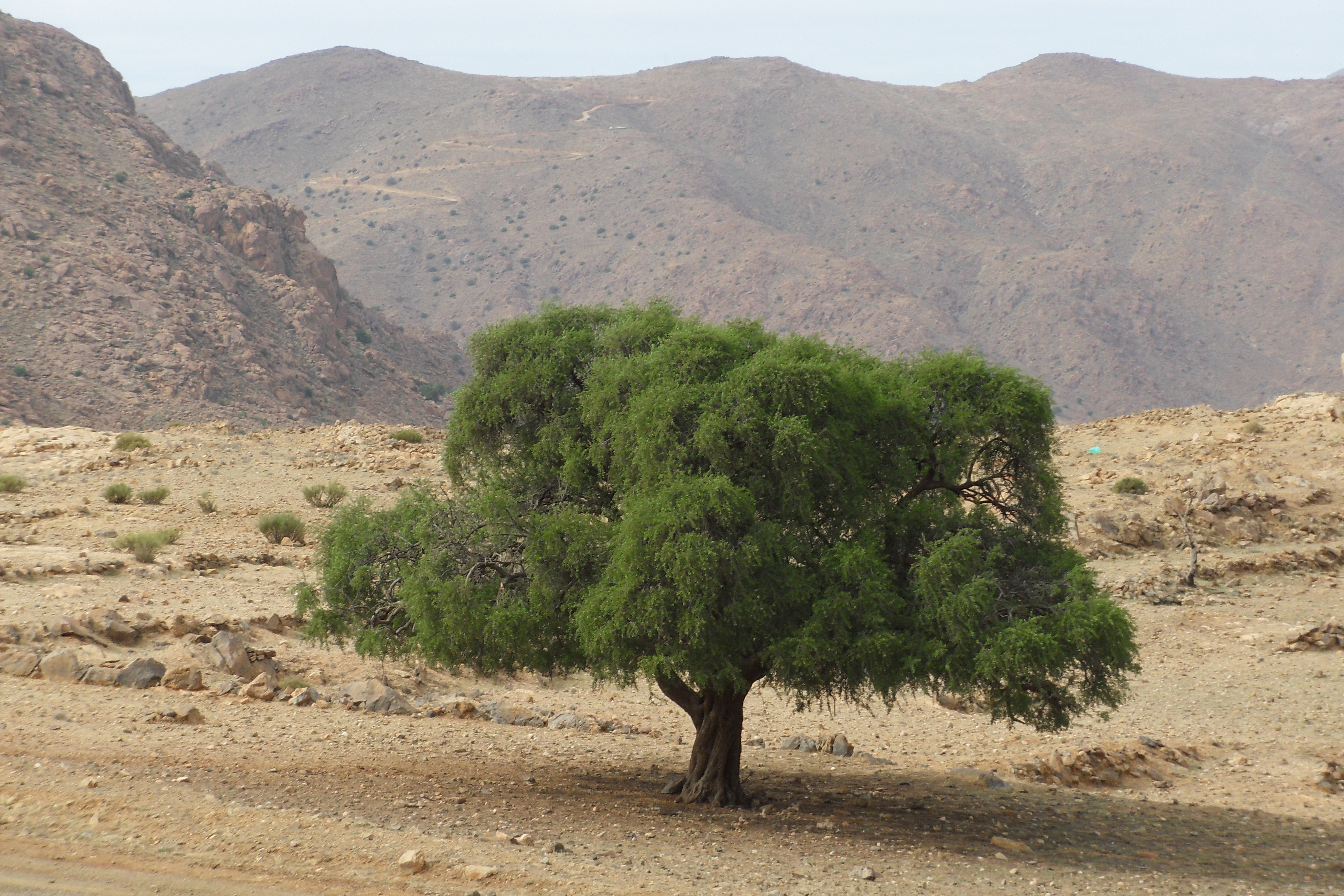
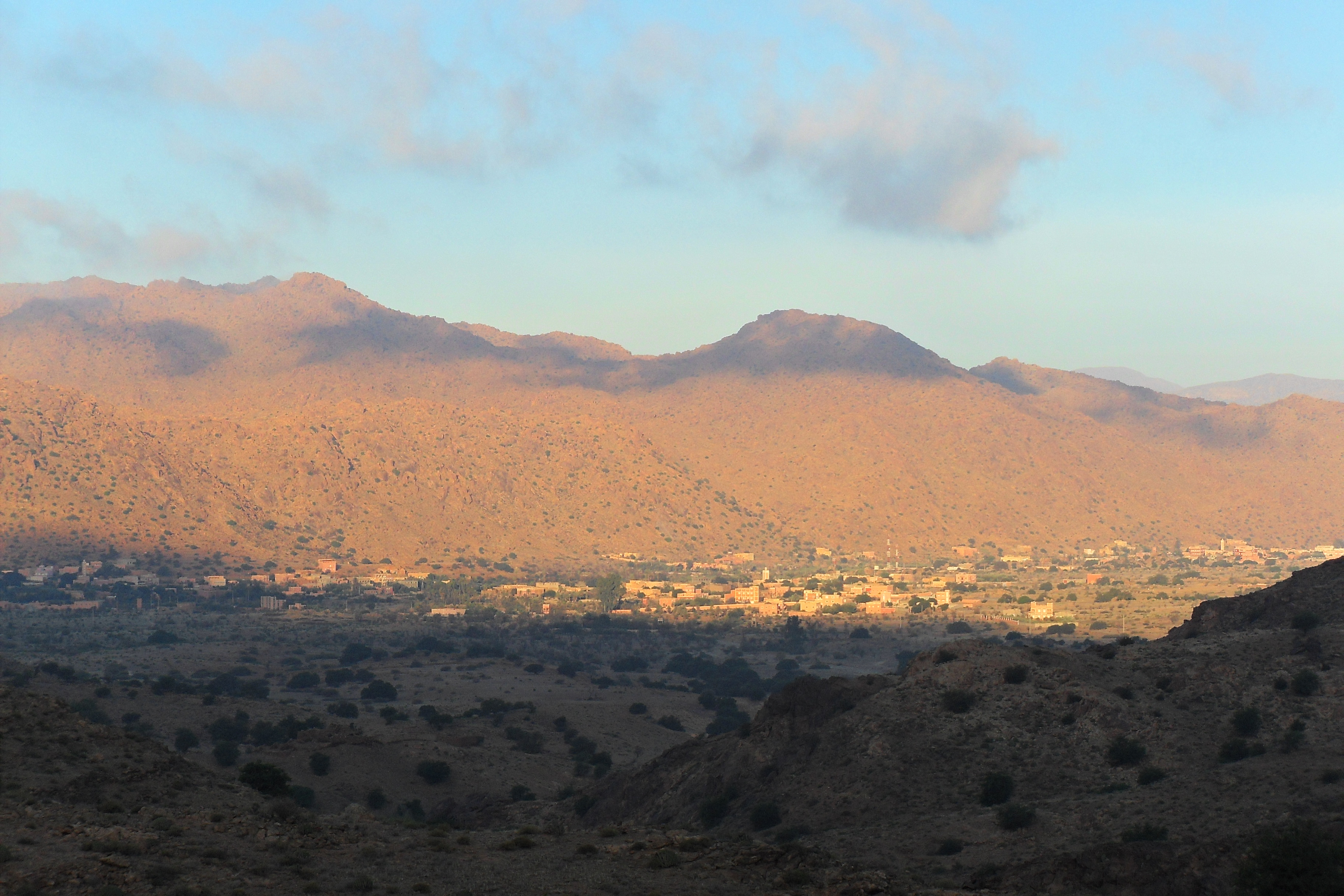
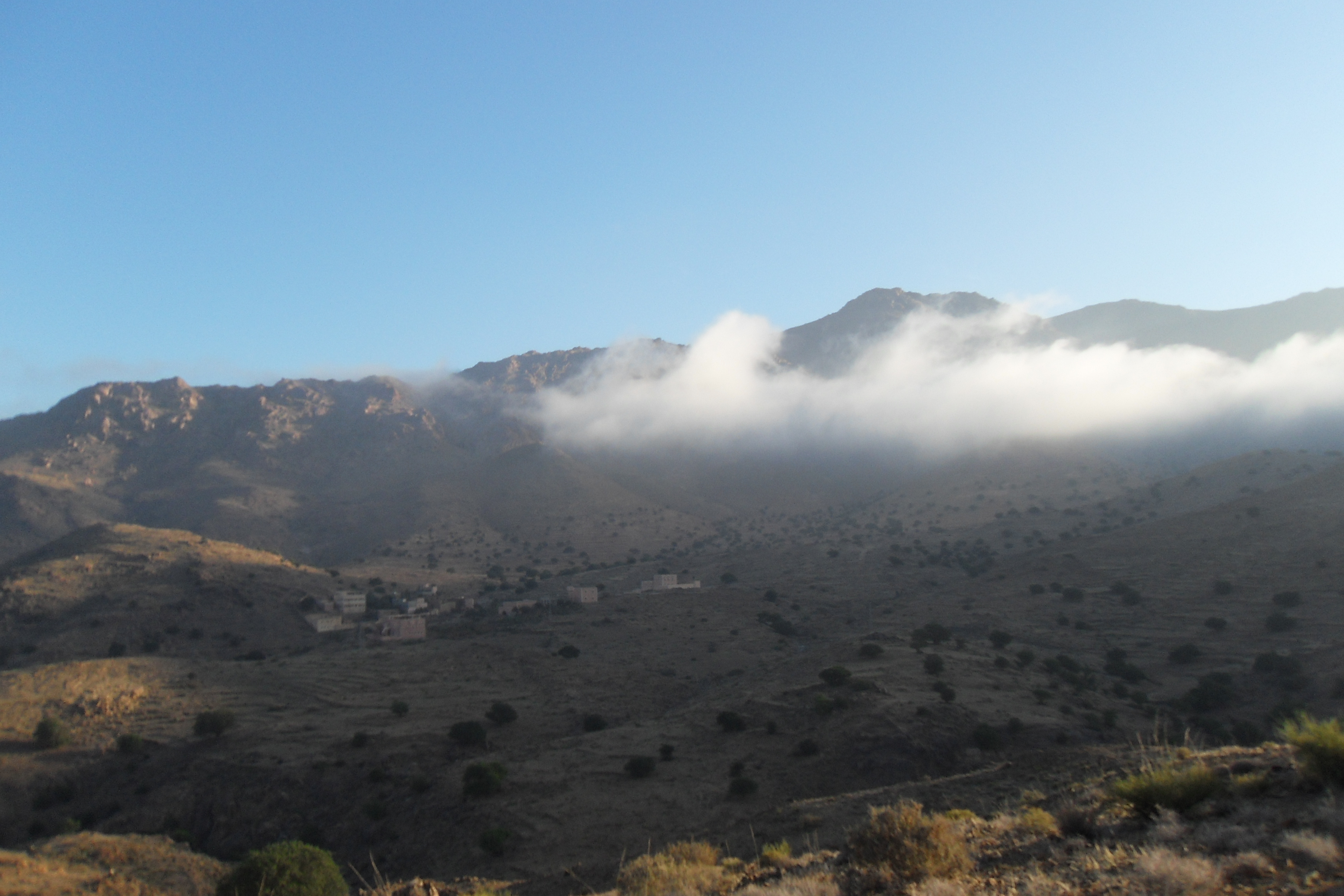
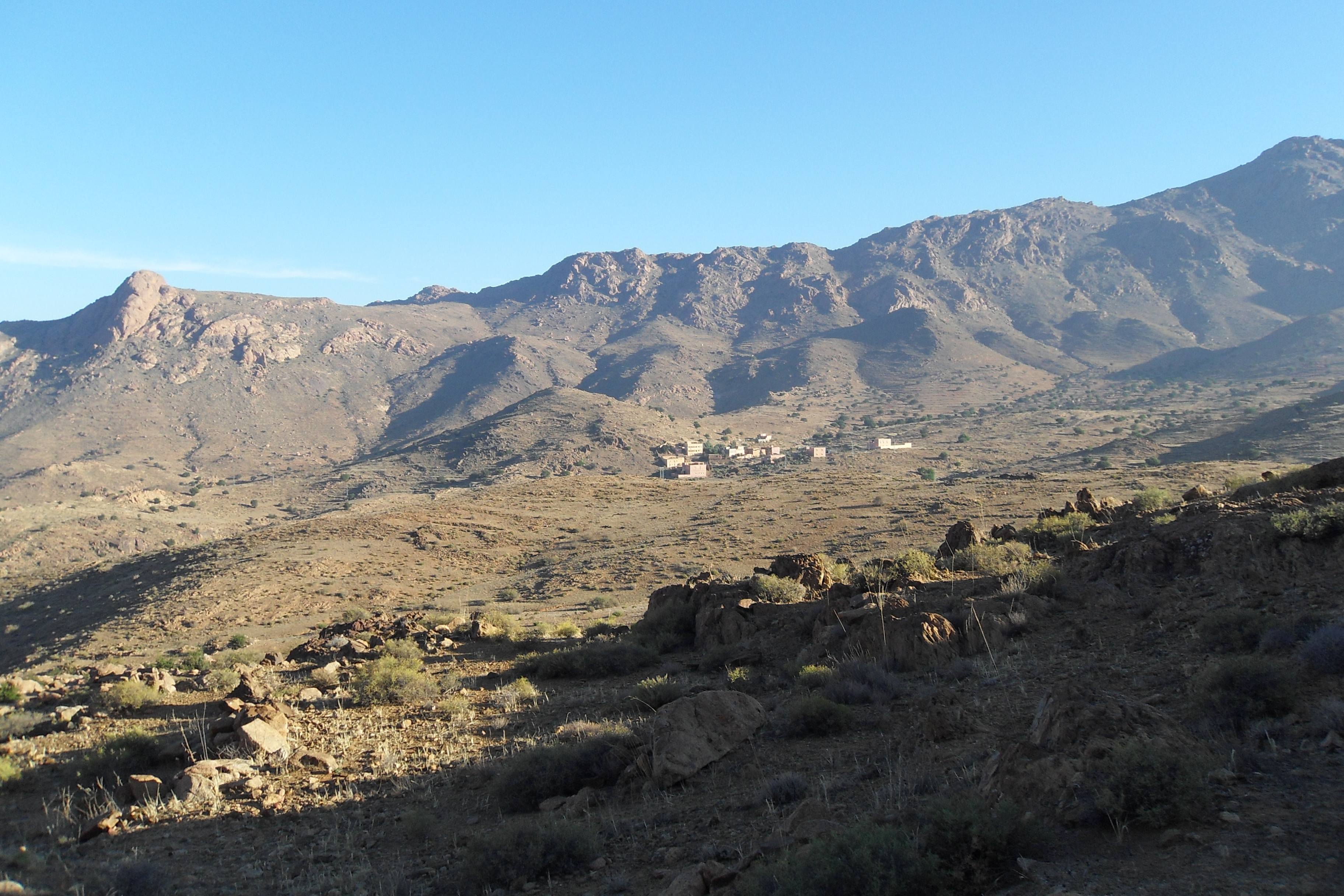
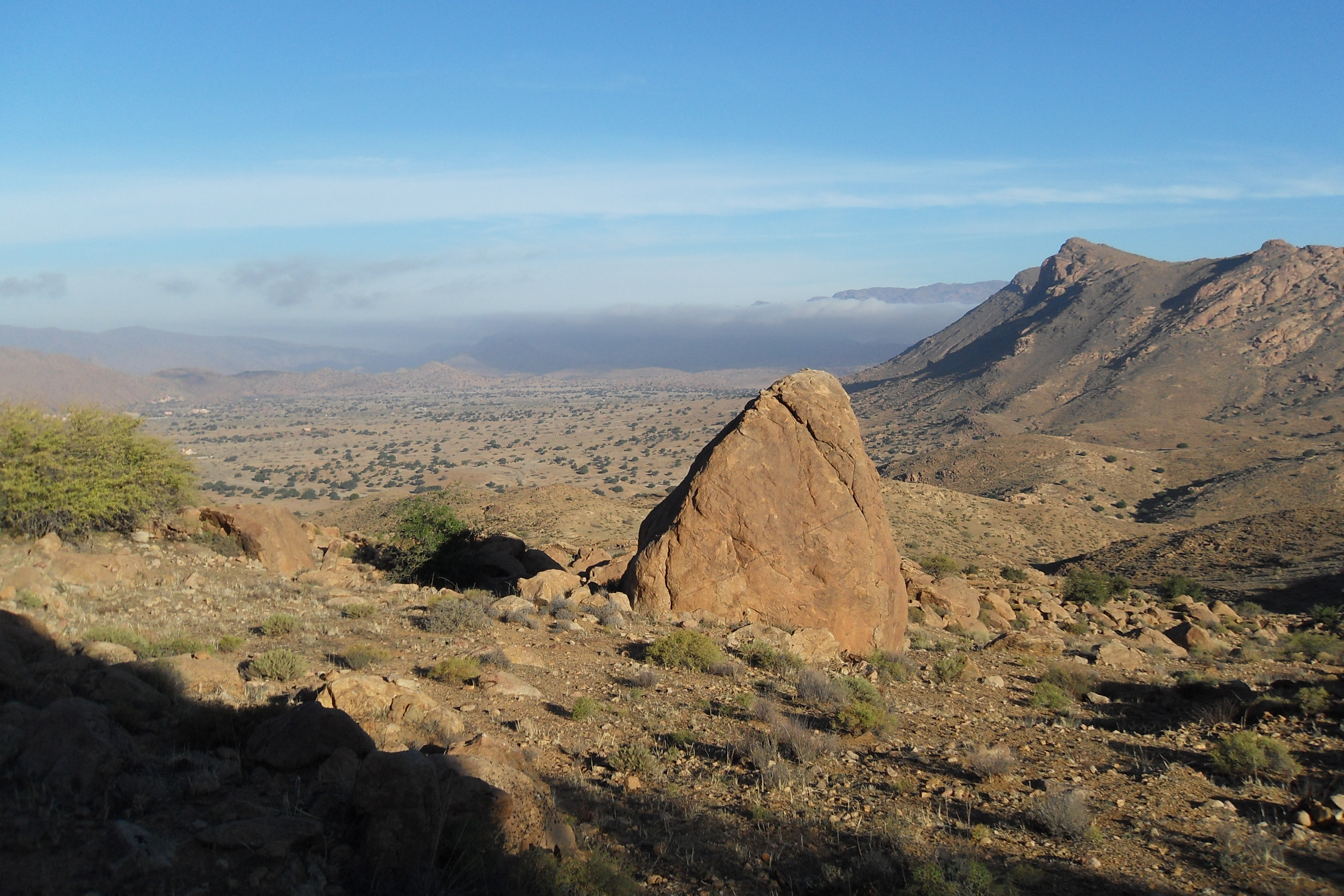
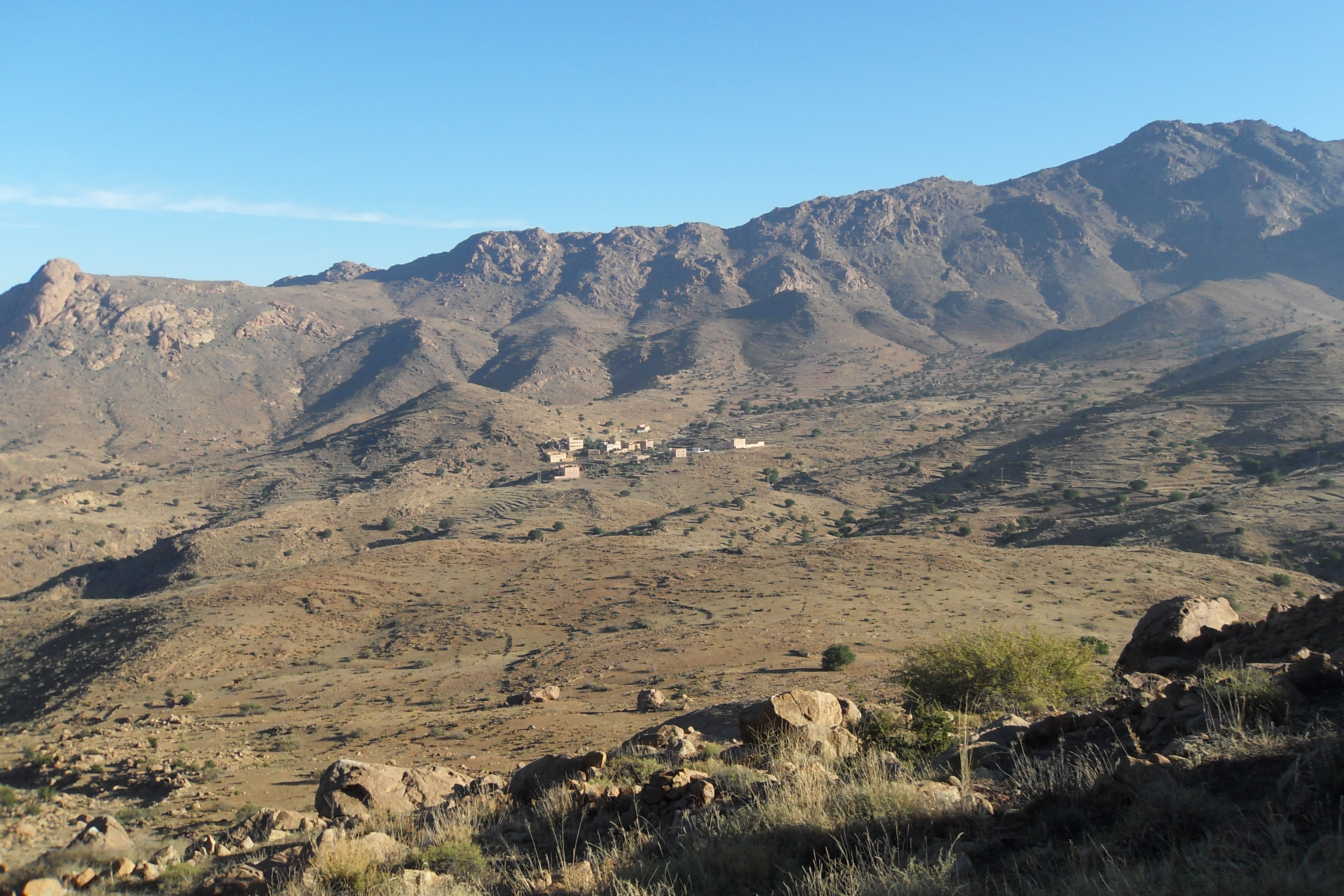
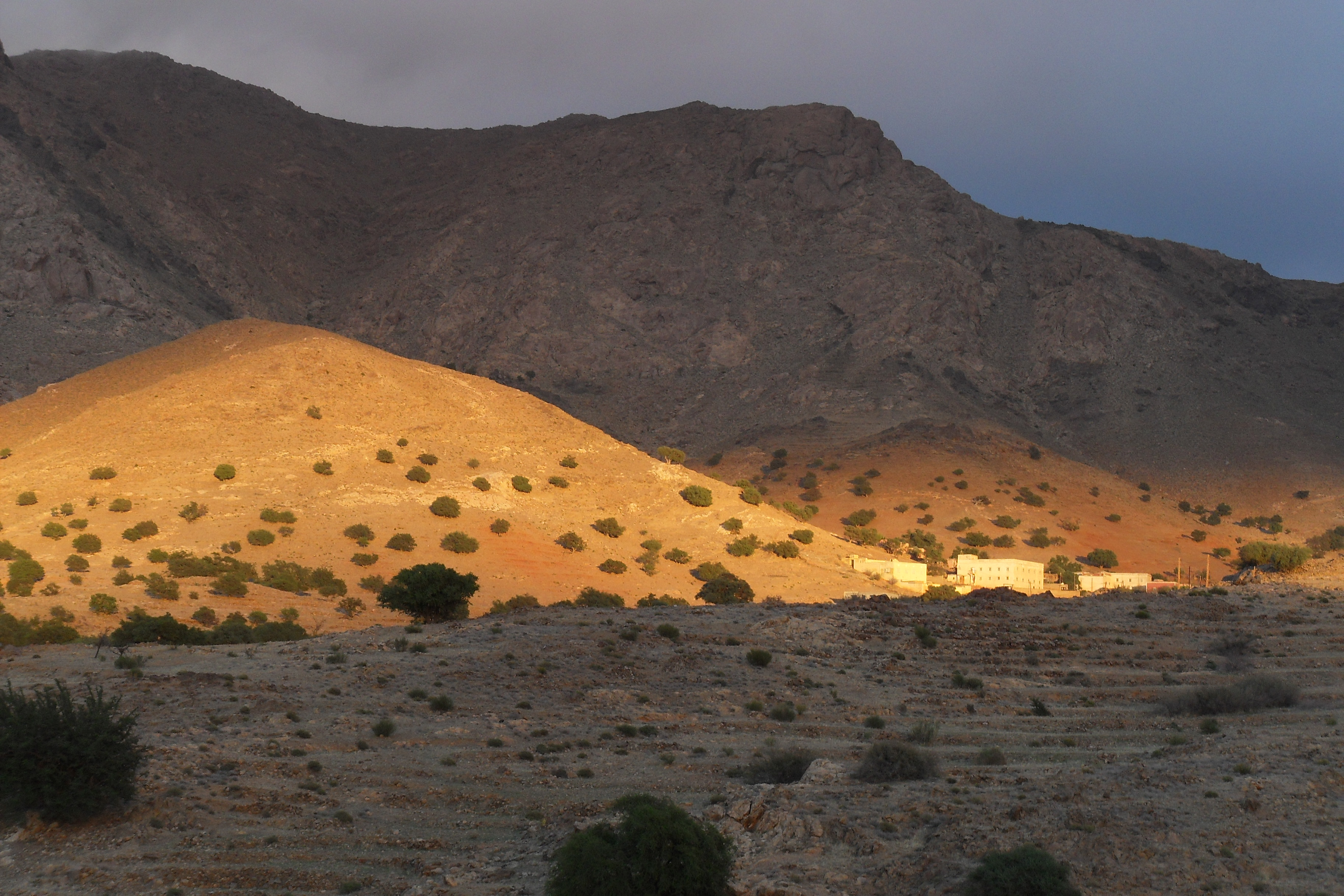
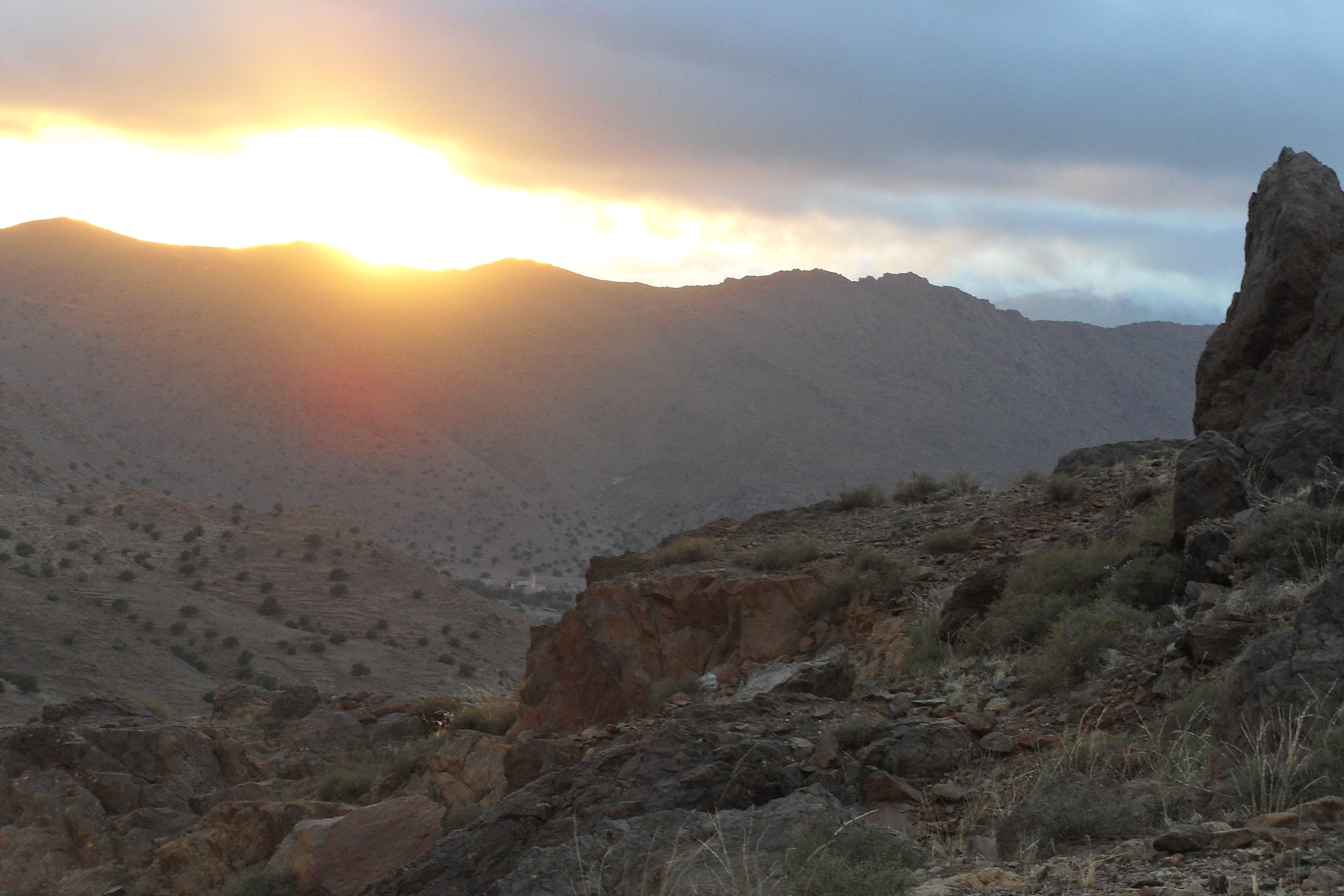
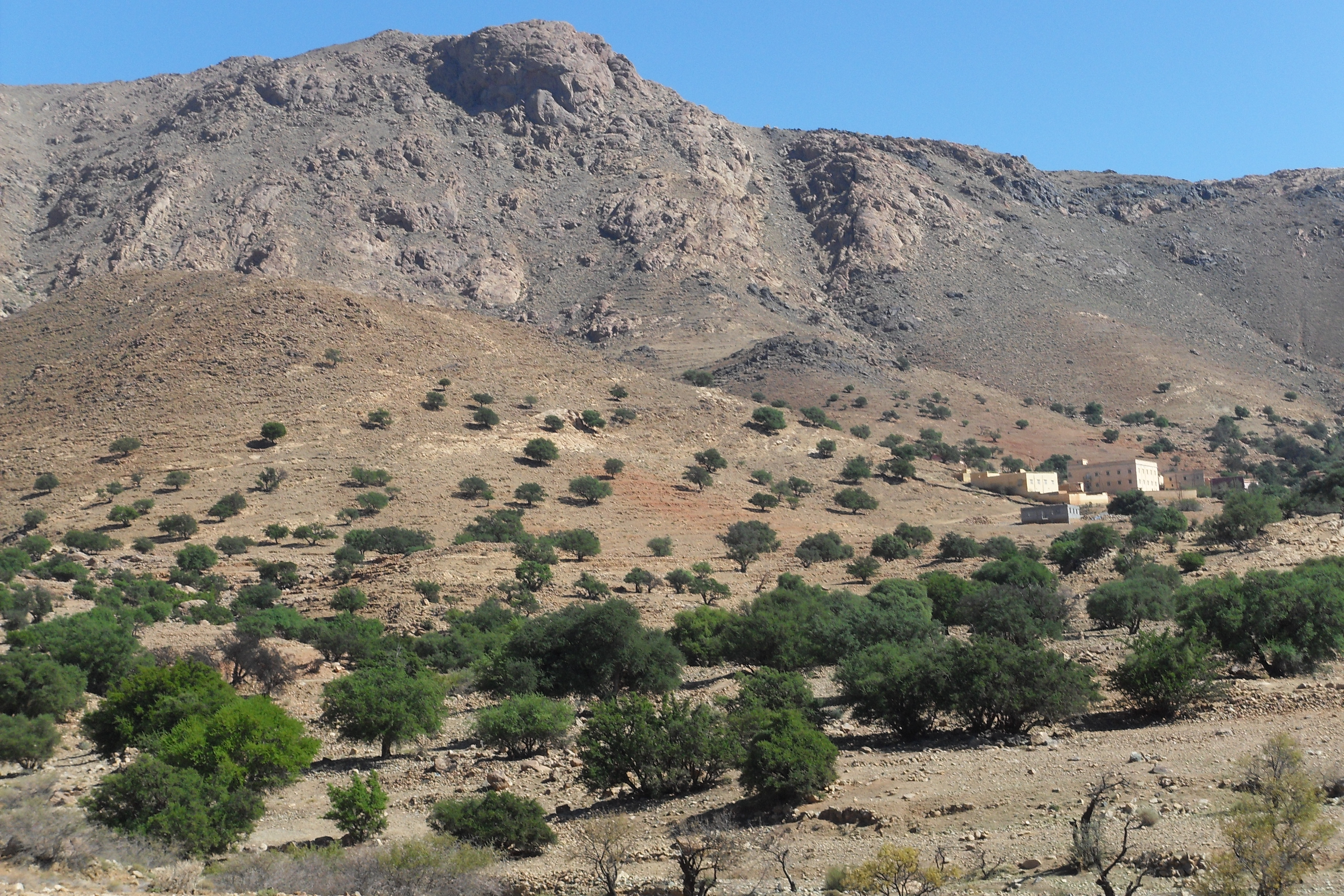
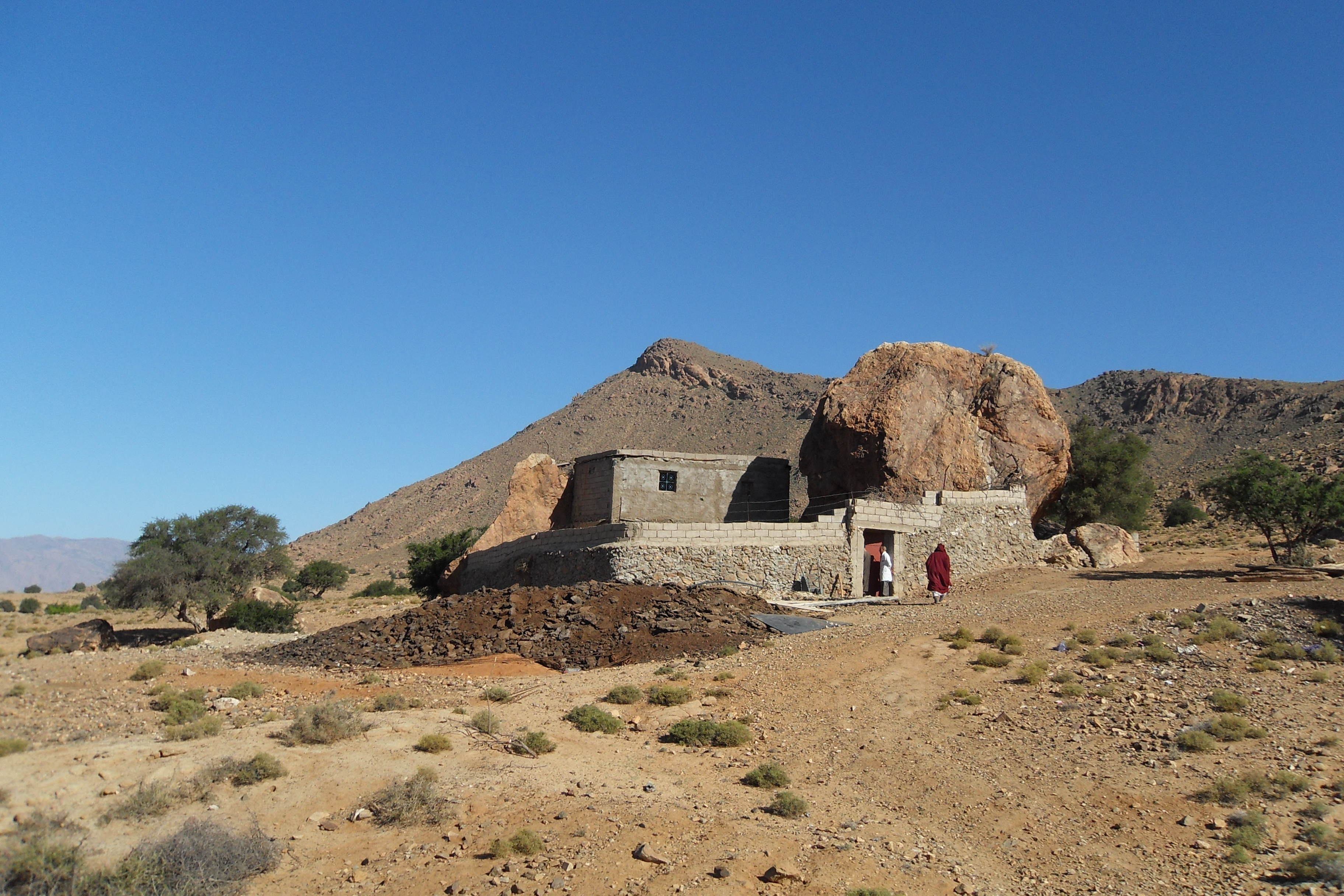
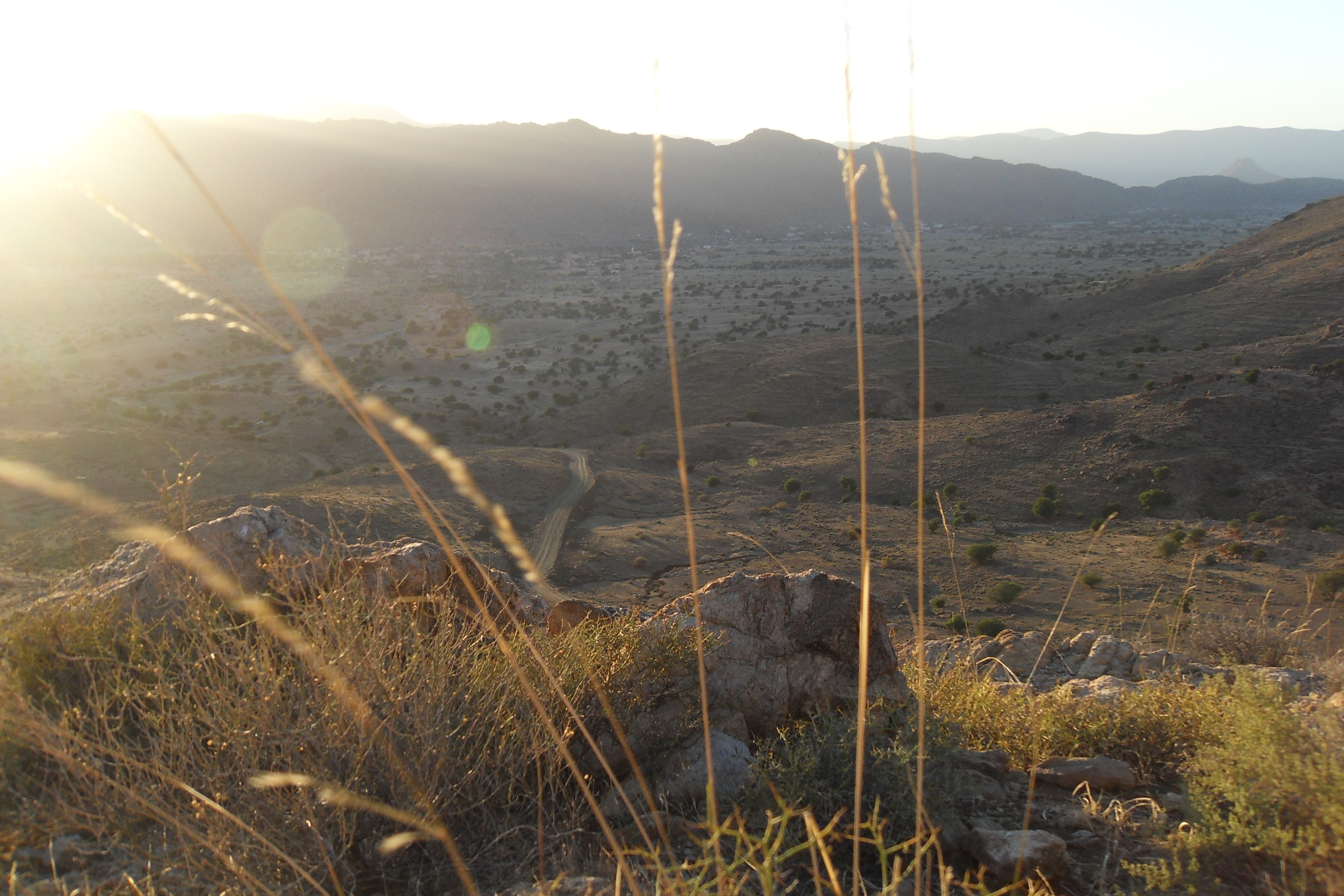
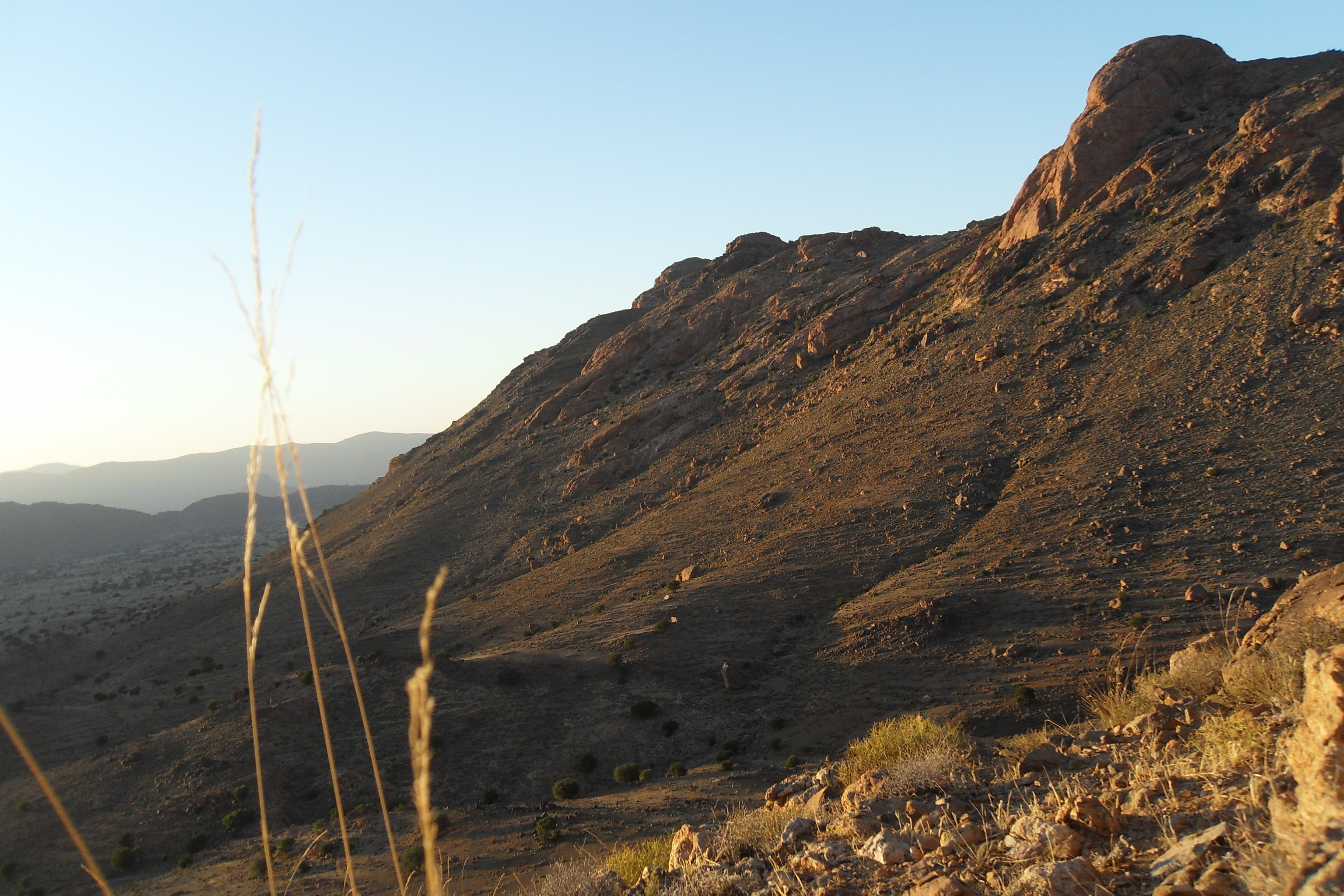
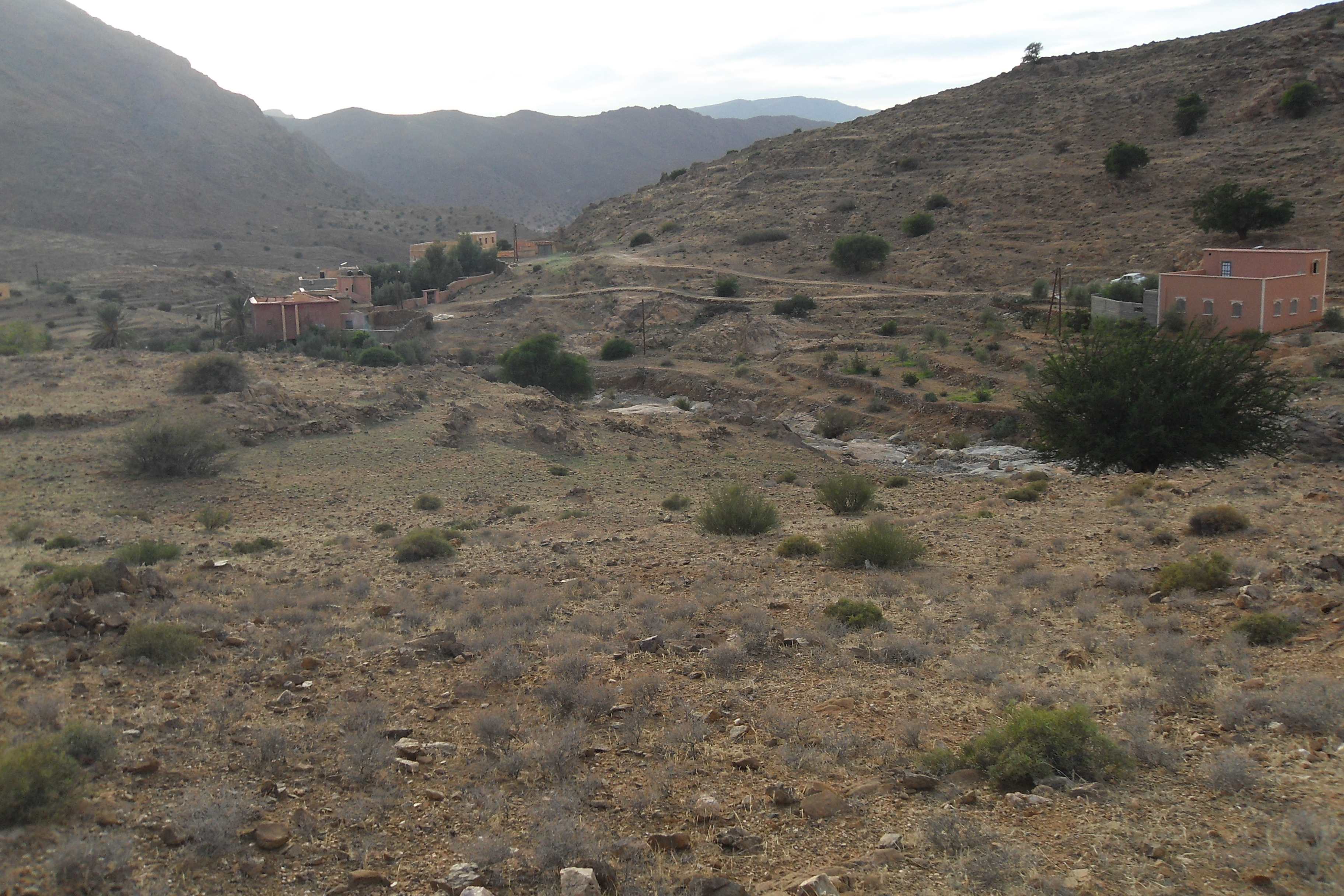
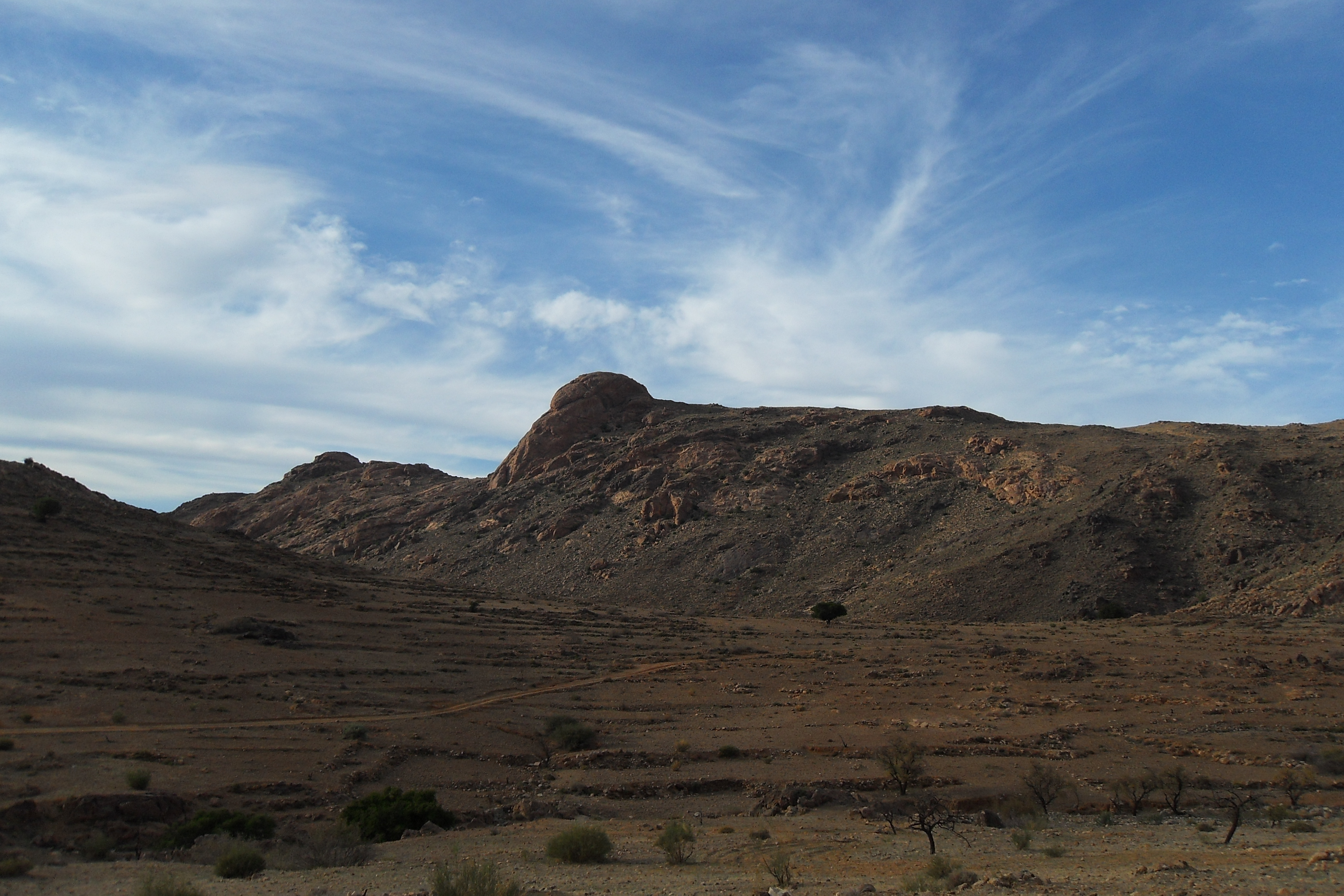
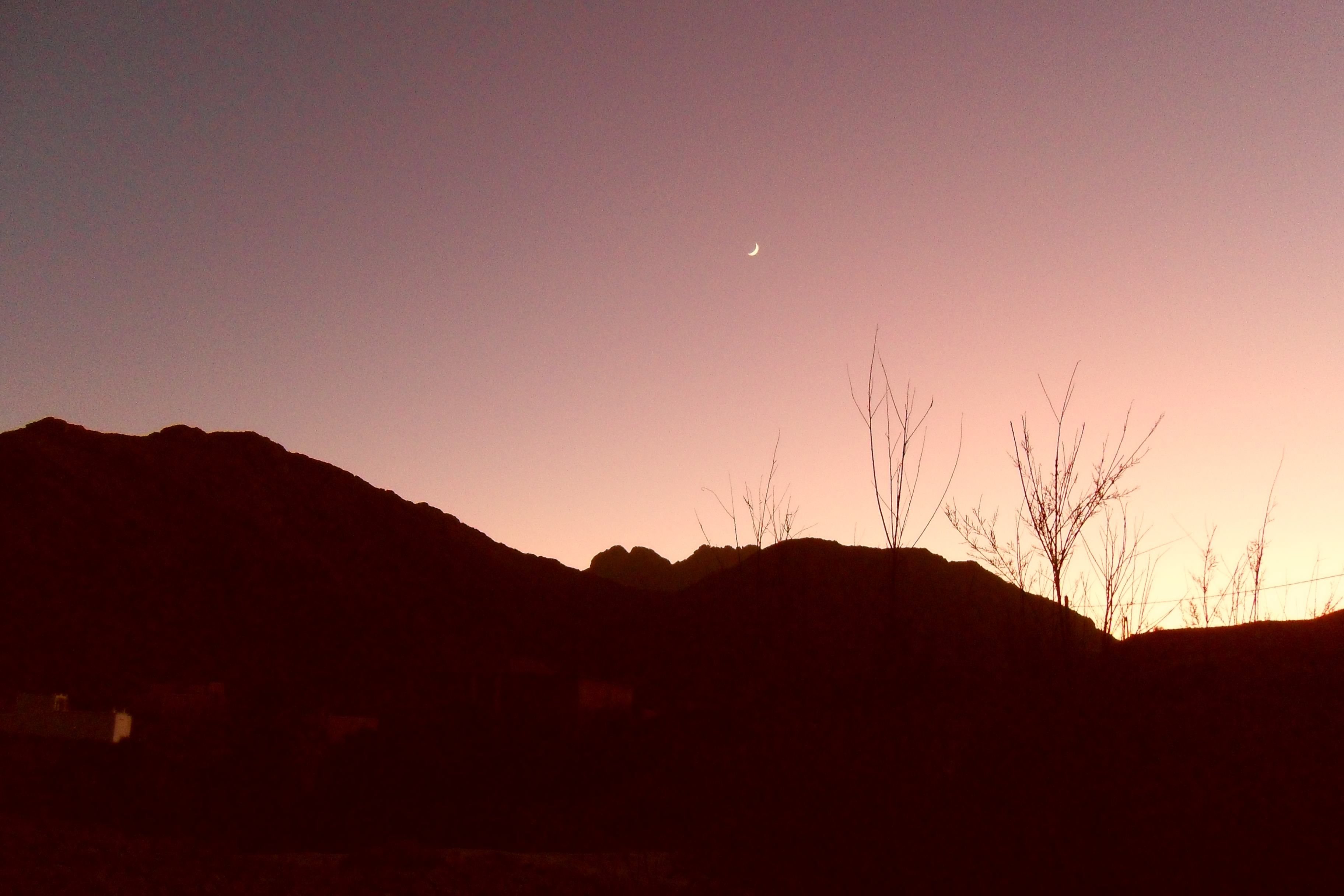
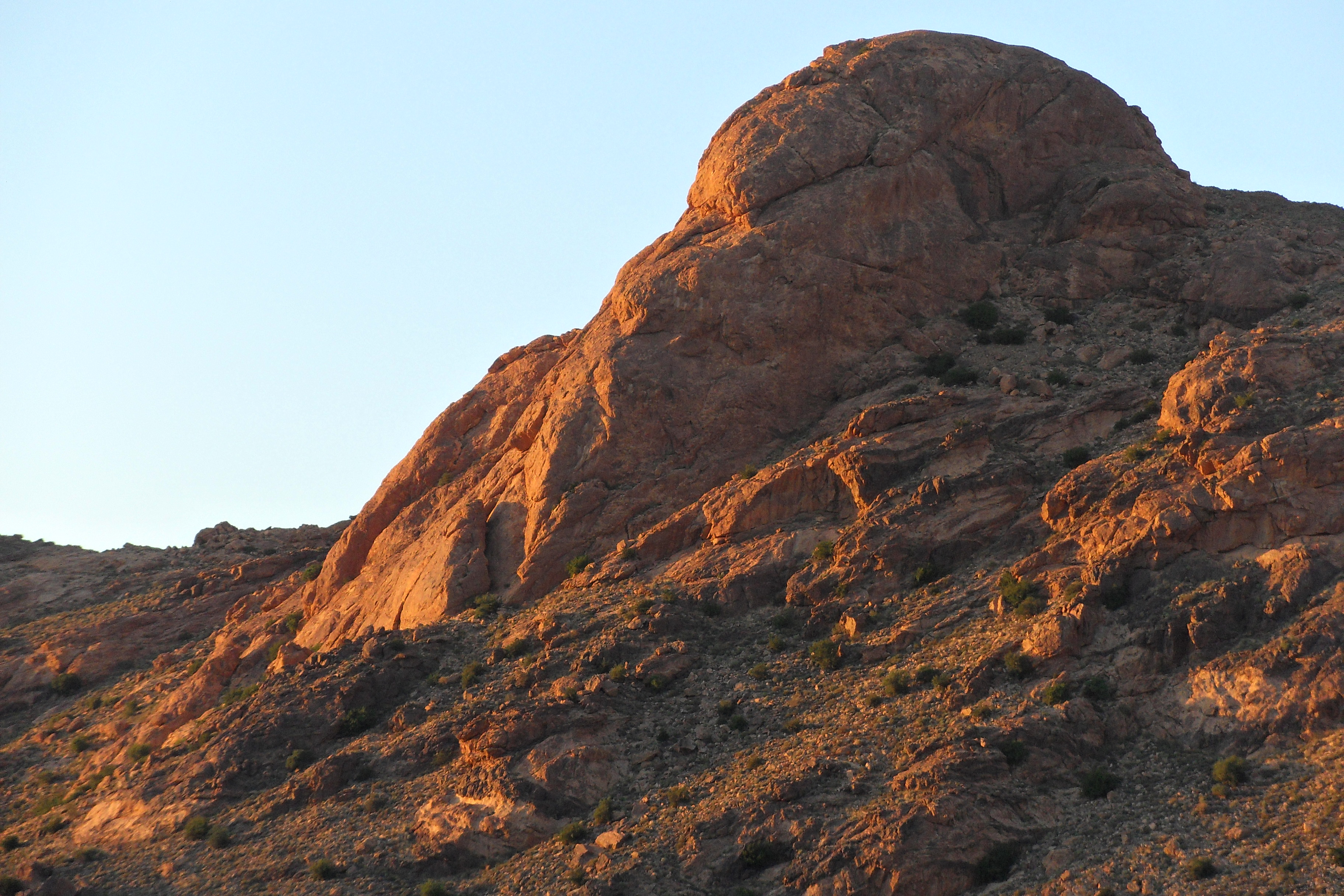
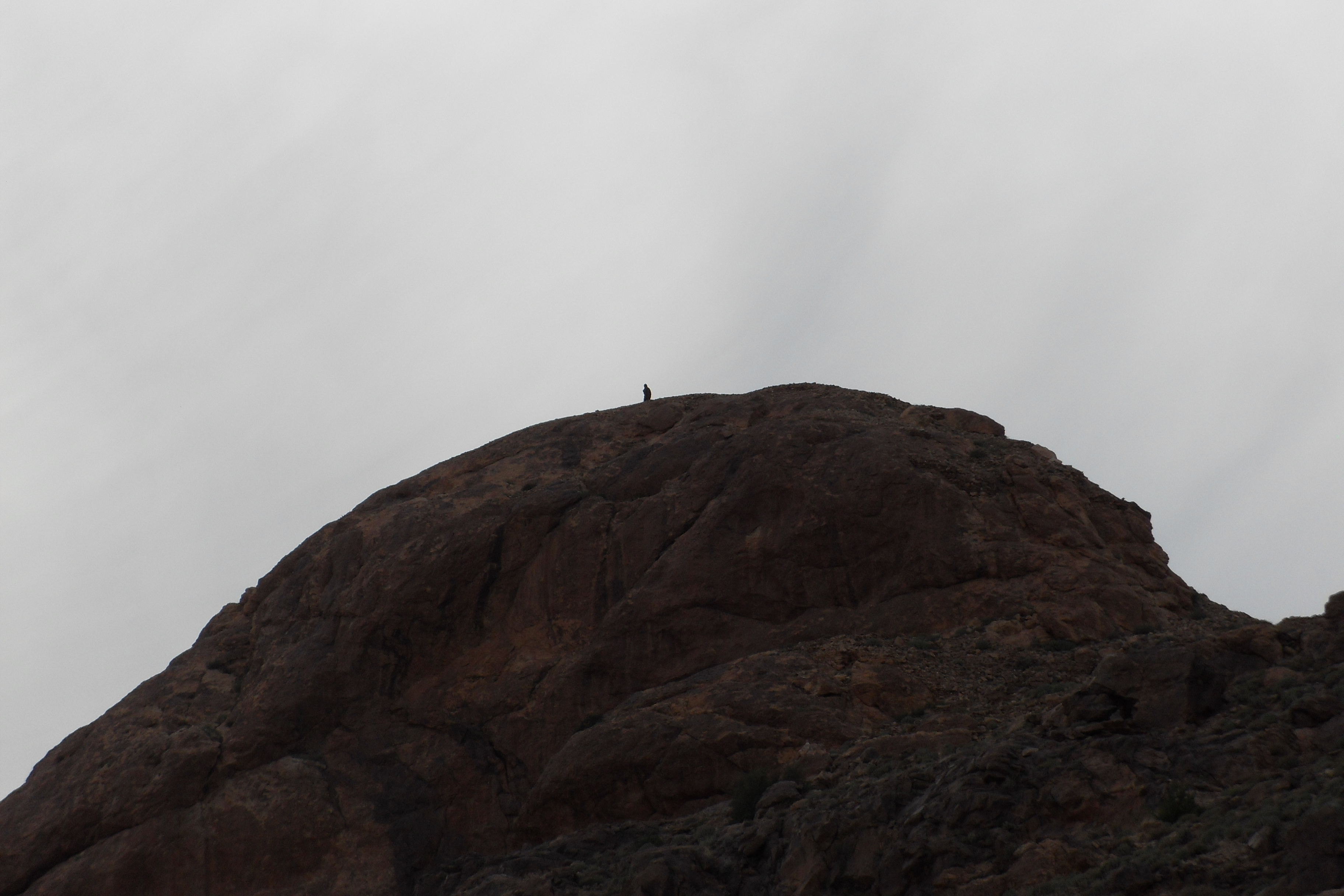
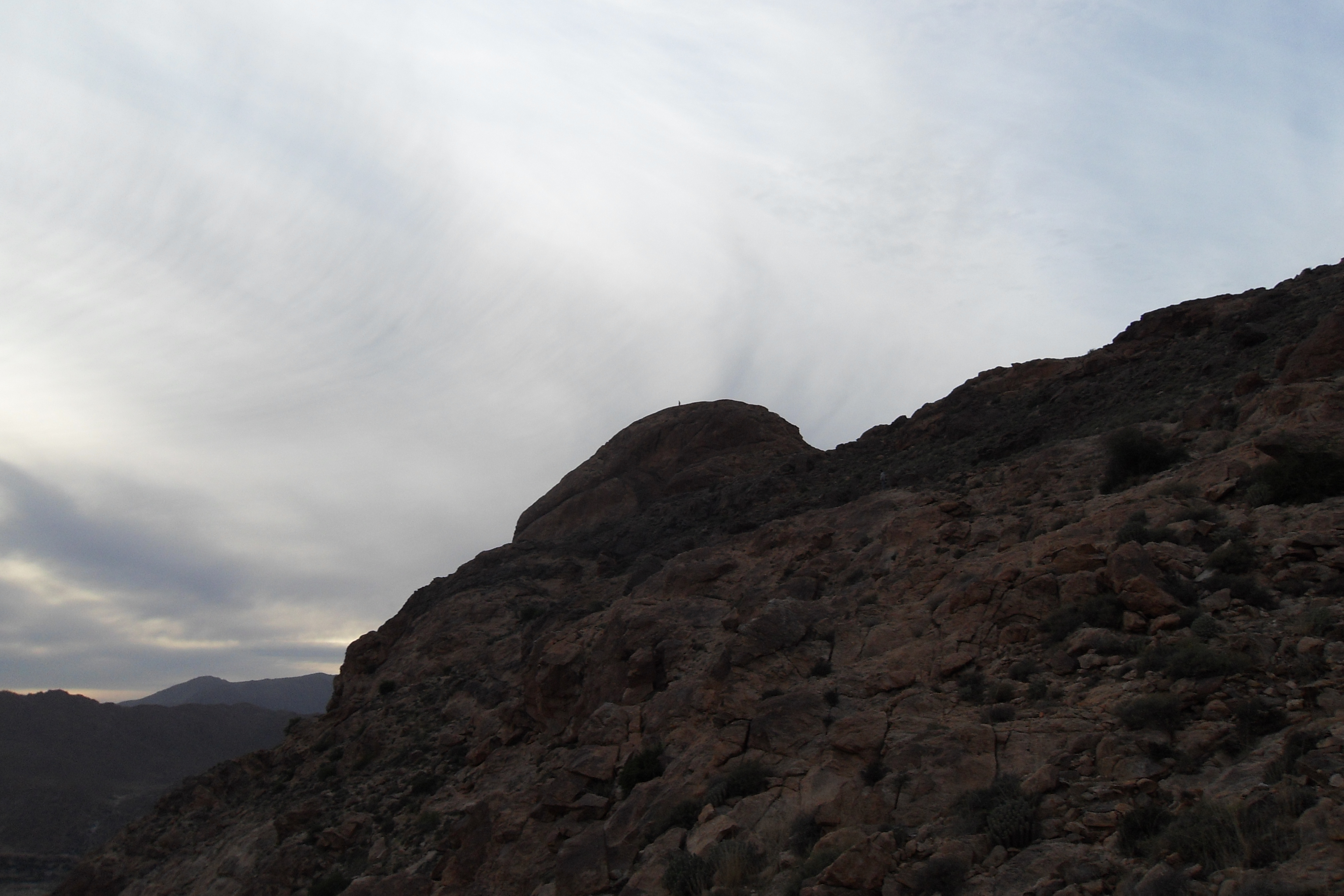